# 비비 (대한민국의 가수)
비비(본명: 김형서, 1998년 9월 27일~)는 대한민국의 가수이자 배우이다. 2018년에 《더 팬》에 출연하여 준우승을 차지하여 2022년에 데뷔 정규 음반 《Lowlife Princess: Noir》를 발매하였다.
김형서는 부산광역시에서 태어났고, 청소년기를 울산광역시와 경상남도 창원시에서 보냈다. 그는 "원래 사람들을 대하는 게 조금 서툴고 대화도 잘 못 했다. 15살 때 말하고 싶은 게 있어도 하지 못하는 감정에 대해 가사를 쓰기 시작"하였다.

## 경력
비비는 윤미래가 사운드클라우드에서 자신의 노래를 발견한 후 필굿뮤직과 계약하였다. 2018년에 <더 팬>에 출연하여 준우승을 차지하였다. 2019년에 데뷔 싱글 "비누"를 발매하였다.
2021년 4월에 2번째 EP 《인생은 나쁜X》을 발매하였다. 10월에 88라이징과 합작 싱글 "The Weekend"를 발매하였고, 이는 한국 솔로 여성 가수 최초로 미디어베이스 톱 40 차트 29위를 기록했다. 12월에 88라이징과 글로벌 프로모션 계약을 체결하였다. 2022년에 데뷔 정규 음반 Lowlife Princess: Noir를 발매했고, 이는 평론가들의 호평을 받았다. 2024년에 싱글 "밤양갱"을 발매했고, 이는 써클 디지털 차트 1위를 기록했다.

### 연기
2023년에 <화란>에 출연해 청룡영화상 신인여우상 후보에 올랐다.

## 예술성

### 예명
전체 예명은 "Naked BIBI"로, "발가벗은 아기처럼 순수하고 날 것의 매력"을 보여주기 위해 그렇게 지었다.

### 음악적 특징
비비는 슬픔과 아픔에서 도망치지 않고 이를 아름답게 승화시키는 것에 초점을 둔다. 음악적 영감은 일어났던 일들, 겪었던 일에 기반을 두고 머릿속에서 일어나는 감정에서 많이 받는다. 니키 미나즈의 "팝적인 성향과 래퍼로서의 역량"에 영향을 받았다.

### 모습
비비는 아픈 할아버지를 본 적이 있는데, 그는 얼굴에 열꽃이 피어있었음에도 불구하고 그녀를 보고 활짝 웃었다. 그게 큰 기억으로 남아 얼굴에 빨간 점을 찍게 되었고, 이는 "평정심을 찾는 부적 같은 점"이다.

## 음반 목록

### 정규 음반
| 제목                   | 상세                                                                      | 최고 차트 순위 |
| 제목                   | 상세                                                                      | KOR            |
| ---------------------- | ------------------------------------------------------------------------- | -------------- |
| Lowlife Princess: Noir | - 발매일: 2022년 11월 18일 - 레이블: 필굿뮤직 - 형식: CD, 디지털 다운로드 | 7              |

### EP
| 제목                            | 상세                                                                           | 최고 차트 순위 |
| 제목                            | 상세                                                                           | KOR            |
| ------------------------------- | ------------------------------------------------------------------------------ | -------------- |
| <사랑하는 사람들을 위한 지침서> | - 발매일: 2019년 6월 12일 - 레이블: 카카오엔터테인먼트 - 형식: 디지털 다운로드 | —              |
| <인생은 나쁜X>                  | - 발매일: 2021년 4월 28일 - 레이블: 필굿뮤직 - 형식: CD, 디지털 다운로드       | 31             |

### 싱글
| 제목                                 | 연도 | 최고 차트 순위 | 음반                   |
| 제목                                 | 연도 | KOR            | 음반                   |
| ------------------------------------ | ---- | -------------- | ---------------------- |
| "환생"                               | 2018 | —              | <더 팬>                |
| "편지"                               | 2019 | —              | <더 팬>                |
| "Fly With Me"                        | 2019 | —              | <더 팬>                |
| "언제 어디서 무엇을 어떻게"          | 2019 | —              | <더 팬>                |
| "한강"                               | 2019 | —              | <더 팬>                |
| "비누"                               | 2019 | —              | 비음반 싱글            |
| "자국"                               | 2019 | —              | 비음반 싱글            |
| "신경쓰여"                           | 2020 | —              | 비음반 싱글            |
| "사장님 도박은 재미로 하셔야 합니다" | 2020 | —              | 비음반 싱글            |
| "안녕히"                             | 2020 | —              | 비음반 싱글            |
| "쉬가릿"                             | 2020 | —              | Dingo X Bibi           |
| "사랑의 묘약"                        | 2021 | 175            | 비음반 싱글            |
| "Why Y" (featuring 타이거 JK)        | 2021 | —              | 비음반 싱글            |
| "Pado"                               | 2021 | —              | 비음반 싱글            |
| "The Weekend"                        | 2021 | —              | 비음반 싱글            |
| "가면무도회"                         | 2022 | —              | Lowlife Princess: Noir |
| "모토스피드 24시"                    | 2022 | —              | Lowlife Princess: Noir |
| "불륜"                               | 2022 | 151            | Lowlife Princess: Noir |
| "안녕하세오 샴푸애요"                | 2023 | —              | 비음반 싱글            |
| "홍대 R&B"                           | 2023 | —              | 비음반 싱글            |
| "밤양갱"                             | 2024 | 1              |                        |
| "DERRE"                              | 2024 |                |                        |

### OST
| 제목                        | 연도 | 최고 차트 순위 | 음반                |
| 제목                        | 연도 | KOR            | 음반                |
| --------------------------- | ---- | -------------- | ------------------- |
| "소소한 해피엔딩"           | 2020 | —              | <빅픽처 하우스>     |
| "난"                        | 2020 | —              | <라이브온>          |
| "Timeless"                  | 2021 | —              | <괴물>              |
| "내 곁에 있어줘요"          | 2021 | —              | <오! 주인님>        |
| "우리가 헤어져야 했던 이유" | 2021 | 21             | <그 해 우리는>      |
| "아주, 천천히"              | 2022 | 48             | <스물다섯 스물하나> |

## 출연 작품

### 영화
| 연도 | 제목                            | 역할                 | 각주   |
| ---- | ------------------------------- | -------------------- | ------ |
| 2021 | 여고괴담 여섯번째 이야기 : 모교 | 노은희 (김서형 아역) | [ 17 ] |
| 2023 | 유령                            | 아야나미             | [ 18 ] |
| 2023 | 화란                            | 하얀                 | [ 19 ] |

### 드라마
| 연도 | 채널    | 제목            | 역할   |                    |
| ---- | ------- | --------------- | ------ | ------------------ |
| 2023 | Disney+ | 최악의 악       | 해련   |                    |
| 2024 | Disney+ | 강남 비-사이드  | 김재희 |                    |
| 2024 | SBS     | 열혈사제 Part Ⅱ | 구자영 | 본작의 진 여주인공 |

### TV
| 연도      | 제목    | 역할   | 비고   | 각주  |
| --------- | ------- | ------ | ------ | ----- |
| 2018–2019 | <더 팬> | 참가자 | 준우승 | [ 5 ] |

### 웹 예능
| 연도 | 제목              | 역할   | 각주   |
| ---- | ----------------- | ------ | ------ |
| 2021 | <여고추리반>      | 출연   | [ 20 ] |
| 2022 | <여고추리반 2>    | 출연   | [ 21 ] |
| 2022 | <마녀사냥 2022>   | 호스트 | [ 22 ] |
| 2024 | 나영석의 와글와글 | 게스트 |        |

## 콘서트
- 와 주시면 안 될까요? (2022)[23]

## 수상 및 후보
| 시상식                          | 연도 | 후보                                 | 부문                                | 결과 | 각주   |
| ------------------------------- | ---- | ------------------------------------ | ----------------------------------- | ---- | ------ |
| 오로라 어워즈                   | 2022 | 본인                                 | 음악                                | 수상 | [ 24 ] |
| 청룡영화상                      | 2023 | 본인                                 | 신인여우상                          | 후보 | [ 25 ] |
| 청룡 시리즈 어워즈              | 2022 | 본인                                 | 여자 신인 예능인상                  | 후보 | [ 26 ] |
| 브랜드 고객충성도 대상          | 2021 | 본인                                 | 핫 아이콘                           | 후보 | [ 27 ] |
| 브랜드 고객충성도 대상          | 2021 | 본인                                 | R&B 소울 아티스트                   | 수상 | [ 27 ] |
| 한국 힙합 어워즈                | 2021 | 본인                                 | 올해의 신인 아티스트                | 후보 | [ 28 ] |
| 한국 힙합 어워즈                | 2021 | "사장님 도박은 재미로 하셔야 합니다" | 올해의 R&B 트랙                     | 후보 | [ 28 ] |
| 한국 힙합 어워즈                | 2021 | "Automatic Remix"                    | 올해의 R&B 트랙                     | 후보 | [ 28 ] |
| 한국 힙합 어워즈                | 2021 | "Automatic Remix"                    | 올해의 콜라보레이션                 | 후보 | [ 28 ] |
| 한국 힙합 어워즈                | 2023 | Lowlife Princess: Noir               | 올해의 R&B 앨범                     | 후보 | [ 29 ] |
| 한국대중음악상                  | 2023 | "조또"                               | 최우수 R&B 노래                     | 수상 | [ 30 ] |
| 서울가요대상                    | 2023 | "아주, 천천히"                       | OST                                 | 후보 | [ 31 ] |
| 제60회 백상예술대상             | 2024 | "화란"                               | 영화 부문 여자 신인연기상           | 수상 |        |
| 2024 K월드 드림 어워즈          | 2024 | 밤양갱                               | K월드 드림 본상                     | 수상 |        |
| 2024 K월드 드림 어워즈          | 2024 | 밤양갱                               | K월드 드림 베스트 아티스트상 (솔로) | 수상 |        |
| 제1회 코리아 그랜드 뮤직 어워즈 | 2024 | 밤양갱                               | 베스트 R&B 여자상                   | 수상 |        |
| 엠넷 아시안 뮤직 어워즈         | 2024 | 밤양갱                               | 베스트 보컬 퍼포먼스상              | 수상 |        |
| 멜론 뮤직어워즈                 | 2024 | 밤양갱                               | 베스트 뮤직스타일상                 | 수상 |        |
| SBS 연기대상                    | 2024 | 열혈사제 시즌 2                      | 시즌제 드라마 부문 여자 우수연기상  | 수상 |        |
| 아시아 아티스트 어워즈          | 2024 | 밤양갱                               | 뉴웨이브상                          | 수상 |        |
| 아시아 아티스트 어워즈          | 2024 | 밤양갱                               | 가수 부문 베스트 아티스트상         | 수상 |        |
| 아시아 아티스트 어워즈          | 2024 | 밤양갱                               | 솔로 부문 베스트 뮤지션상           | 수상 |        |
| 골든디스크 시상식               | 2025 | 밤양갱                               | 디지털 음원 부문 본상               | 수상 |        |

### 가요 프로그램 1위
- Edurank(세계대학순위 랭크기관) 선정, '2024 주목할만한 부산외국어대학교 동문' 1위[32]

기타 수상 
- Edurank(세계대학순위 랭크기관) 선정, '2024 주목할만한 부산외국어대학교 동문' 1위[33]

| 연도            | 수상 내역 (총 2회)                                                                        |
| --------------- | ----------------------------------------------------------------------------------------- |
| 2024년 (총 2회) | - 밤양갱 (총 2회) - 3월 16일 MBC 《쇼! 음악중심》 1위 - 3월 17일 SBS 《SBS 인기가요》 1위 |